# U.S. National Championships 1883
Die 3. U.S. National Championships 1883 waren ein Tennis-Rasenplatzturnier der Klasse Grand Slam. Es fand vom 21. nod 24. August 1883 im Newport Casino in Newport, Rhode Island, Vereinigte Staaten statt.